# Wydział „Artes Liberales” Uniwersytetu Warszawskiego

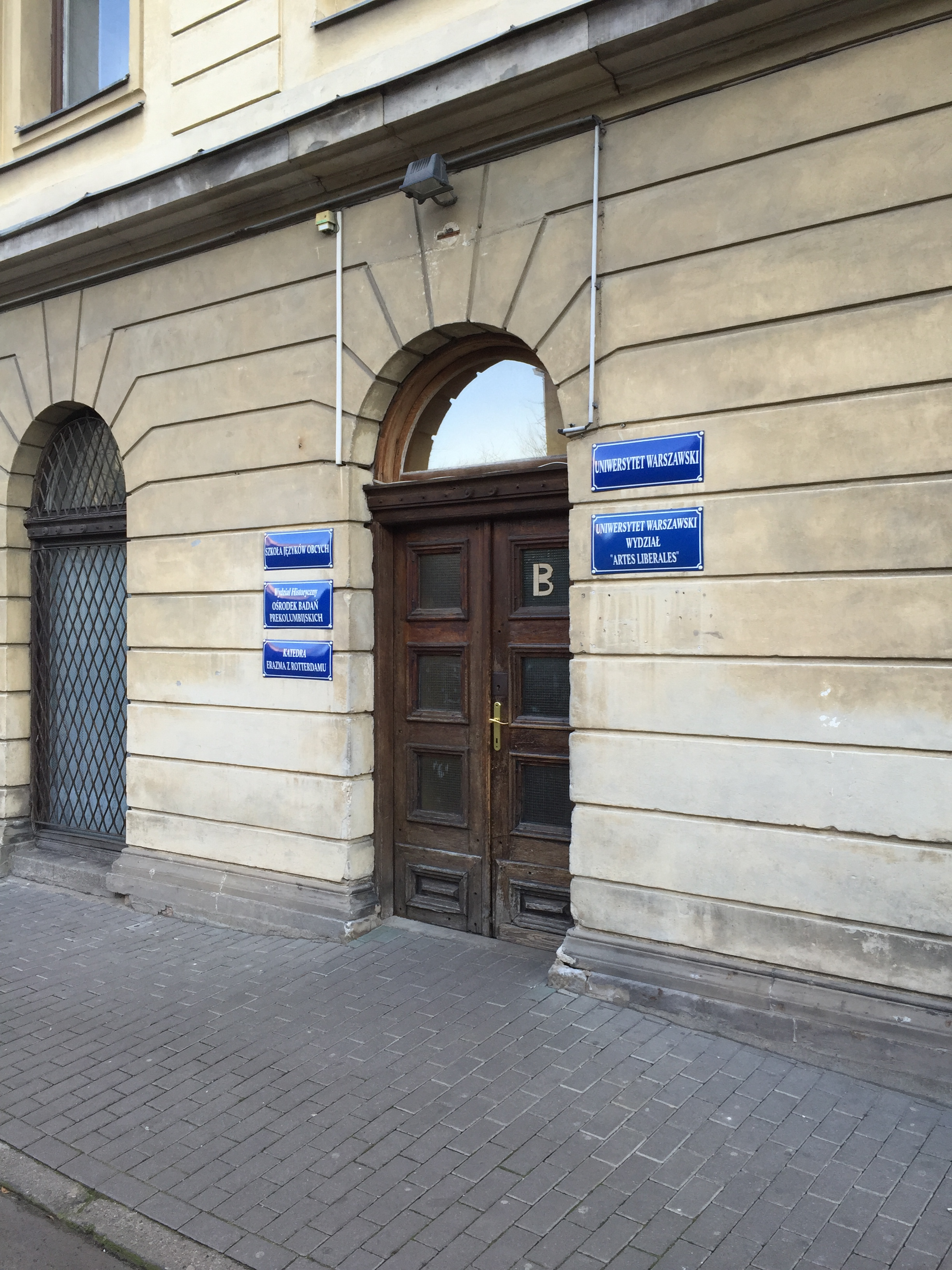
Wejście do siedziby wydziału przy ul. Nowy Świat 69 w Warszawie. Pałac Zamoyskich, klatka B

Wydział „Artes Liberales”  Uniwersytetu Warszawskiego (WAL UW) – wydział Uniwersytetu Warszawskiego prowadzący badania naukowe oraz kształcący w trybie dziennym na studiach I stopnia (licencjackich), II stopnia (magisterskich) i III stopnia (doktoranckich).

## Historia
Wydział „Artes Liberales” Uniwersytetu Warszawskiego istnieje od 1 października 2012 roku i powstał w wyniku przekształcenia Instytutu Badań Interdyscyplinarnych „Artes Liberales” (IBI „AL”) powołanego decyzją Senatu UW z dnia 23 stycznia 2008 roku. IBI „AL” był następcą Ośrodka Badań nad Tradycją Antyczną w Polsce i w Europie Środkowo-Wschodniej Uniwersytetu Warszawskiego (OBTA UW), założonego w 1991 roku przez prof. dr. hab. Jerzego Axera.

## Władze
- Dziekan − dr hab. Agata Zalewska, prof. ucz.
- Prodziekan ds. nauki − prof. dr hab. Dominika Oramus
- Prodziekan ds. studenckich − dr Paweł Wojtas
- Prodziekan ds. współpracy międzynarodowej i rozwoju Wydziału – dr Ivan Dimitrijević

## Siedziba
Główna siedziba wydziału to Pałac Zamoyskich przy ul. Nowy Świat 69. Tu znajdują się dziekanat, biura obsługi administracyjnej, biblioteka z czytelnią oraz sale dydaktyczne. Zaplecze administracyjne, pracownie naukowo-dydaktyczne oraz biura obsługi studentów mieszczą się także w Białej Willi przy ul. Dobrej 72. Dwie sale dydaktyczne wydziału znajdują się również w budynku przy ul. Krakowskie Przedmieście 1.

## Kierunki studiów
Wydział kształci studentów i studentki na następujących kierunkach:
- antropozoologia – międzydziedzinowe studia I stopnia we współpracy z Wydziałem Biologii i Wydziałem Psychologii
- artes liberales – międzydziedzinowe studia I i II stopnia
- filologia nowogrecka – studia I stopnia
- kulturoznawstwo – cywilizacja śródziemnomorska (studia śródziemnomorskie) – studia I i II stopnia
- Studia Doktoranckie Wydziału „Artes Liberales” – studia III stopnia
- Środowiskowe Transdyscyplinarne Studia Doktoranckie Wydziału „Artes Liberales” i Wydziału Historycznego – studia III stopnia

## Jednostki samodzielne
- Center for Research and Practice in Cultural Continuity
- Kolegium Artes Liberales
- Laboratorium Interdyscyplinarnych Badań Artes Liberales
- Ośrodek Badań nad Tradycją Antyczną
- The Cluster „The Past for the Present. International Research and Educational Programme

## Jednostki badawcze
- Komisja „Speculum Byzantinum”
- Komisja „Światy wyobrażone”
- Komisja Bałkańskie Śródziemnomorze
- Komisja Humanistyki Transdyscyplinarnej
- Laboratorium „Henryk Sienkiewicz w kulturze polskiej XX wieku”
- Laboratorium „Sofia Casanova”
- Laboratorium „University-in-différance”
- Laboratorium Filhelleńskie
- Laboratorium Romantyczne
- Laboratorium Semiotyczne
- Laboratorium Techno-Humanistyki
- Międzywydziałowy Zespół Komparatystyki afiliowany przy Wydziale „Artes Liberales” UW
- Pracownia „Humanizm. Hermeneutyka wartości”
- Pracownia „Ośrodek Badań nad Reformacją i Kulturą Intelektualną w Europie Wczesnonowożytnej”
- Pracownia Edytorstwa Źródeł i Humanistyki Cyfrowej
- Pracownia Ekologii Teatru
- Pracownia Studiów Helleńskich